# Anderseniana
Anderseniana är en dansk tidskrift om H.C. Andersens liv och verk. Tidskriften startade sin utgivning 1933 som ett samarbete mellan H.C. Andersens Hus och H.C. Andersen-Samfundet. Museet, H.C. Andersens hus, förestod redaktionen och samfundet stod som utgivare. År 1955 åtog sig museet även rollen som utgivare och skriften har sedan dess också varit museets årsbok.
Anderseniana har genom åren redigerats av museichefen samt av överbibliotekarien vid Köpenhamns universitetsbibliotek, Helge Topsøe-Jensen, som var den som väsentligen stod för publiceringen av korrespondensen mellan Andersen och bland andra familjen Collin, Henriette Wulff, med flera, liksom av diktarens dagböcker. Anderseniana har en central roll i H.C. Andersen-forskningen.
Tidskriften har publicerat tidigare otryckta manuskript, såsom Andersens underkända uppsats vid Köpenhamns universitet 1830, hans ofullbordade ungdomsarbeten, reseskildringar, refuserade sagomanuskript och teaterstycken. På samma sätt har den omfattande brevväxlingen med ungdomsvännen i Odense, Henriette Hanck, publicerats i Anderseniana 1941–1946. Andra väsentliga brevväxlingar, såsom breven till och från modern, Christian Voigt, Louise Collin, Jenny Lind och Holsteinborg, har också publicerats. Utöver dessa täcker Anderseniana även de personhistoriska, bibliografiska, historiska och litterära studierna.